# Izgubljena dolina (Kit Teler)
Izgubljena dolina јe epizoda seriјala Mali rendžer (Kit Teler) obјavljena u Lunov magnus stripu #254. Epizoda јe premijerno u bivšoj Jugoslaviji objavljena u 27. maja 1977. godine. Koštala je 10 dinara (0,54 $; 1,29 DEM). Epizoda je celovita (bez nastavka) i imala je 98 strana. Izdavač јe bio Dnevnik iz Novog Sada. Korice su reprodukcija originalnih korica. Autor nije poznat. Nakon epizode  nalazi se strip "Čovek iz Ričmonda" (str. 99-126), a potom epizoda stripa Svemirski patroldžija (str. 127-134).

## Prethodna i naredna sveska
Prethodna sveska Malog rendžera u LMS nosila je naziv Fakir Sumabatra (LMS-251), a naredna Tajna jezera Bjukena (LMS-255).